# Беш-Арал
Беш-Арал (кирг. Беш-Арал) — село в Чаткальском районе Джалал-Абадской области Кыргызстана. Входит в состав Чаткальского айылного аймака.

## География
Село расположено в западной части области, на правом берегу реки Чаткал, на расстоянии приблизительно 41 километра (по прямой) к западо-юго-западу от села Каныш-Кыя, административного центра района. Абсолютная высота — 1377 метров над уровнем моря.

## Население
Согласно оценочным данным Национального статистического комитета Кыргызской Республики, на начало 2023 года постоянное население в селе отсутствовало.
| год     | 2009 | 2014 | 2015 | 2020 | 2021 | 2023 |
| ------- | ---- | ---- | ---- | ---- | ---- | ---- |
| человек | н/д  | 0    | 0    | 0    | 0    | 0    |